# Суводи
Суводи — посёлок в Оричевском районе Кировской области. Административный центр Суводского сельского поселения.
Расположен на левом берегу Вятки в 48 км к юго-западу от пгт Оричи (62 км по автодорогам).
Год основания — 1897, прежние названия: с. Суводь, Суводское. Временем основания Суводи является постройка в Пищальской лесной даче на берегу речки Совья при впадении её в р. Вятку учебно-показательного завода со смолоскипидарной и скипидарно-очистной установками. Заведовал заводом губернский техник Д.П. Бирюков, а непосредственное руководство осуществлял его заместитель И.Н. Деньгин.
В 1910 году на их базе была открыта школа инструкторов лесохимического производства, преобразованная в 1927 году в Пищальский лесотехникум, существовавший до 1979 года.
По данным переписи 1926 г. население — 160 чел. (25 хозяйств), в сельсовете 19 населённых пунктов, число жителей — 1799 чел. (321 хозяйство). После районирования посёлок до 1959 года входил в состав Верхошижемского района.
В 1930-е годы здесь образован леспромхоз, отправлявший стройкам до 190 тыс. кубометров деловой древесины в год. Коллектив длительное время возглавлял Е.П. Кальсин, награждённый двумя орденами Ленина. В посёлке находится Техникумская средняя школа, Пищальская амбулатория, отделение связи, библиотека.

## Население
| 2010 |
| ---- |
| 375  |